# Oncospora pinastri
Oncospora pinastri är en svampart som först beskrevs av Jean Baptiste Mougeot, och fick sitt nu gällande namn av Died. 1913. Oncospora pinastri ingår i släktet Oncospora, divisionen sporsäcksvampar och riket svampar.   Inga underarter finns listade i Catalogue of Life.